# Montana Army National Guard

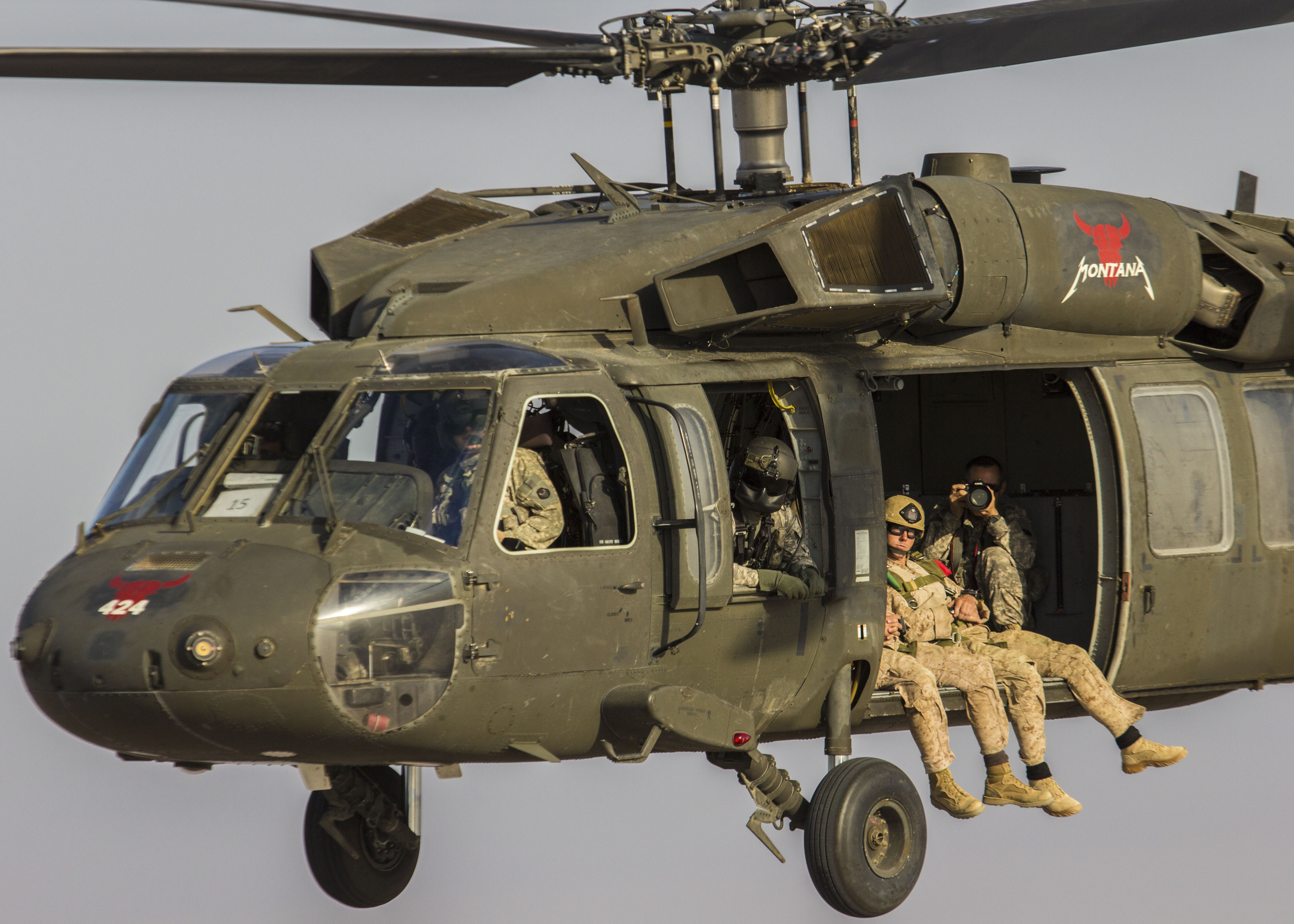
UH-60 del 1-189th Aviation Regiment in una Esercitazione insieme alla 26th MEU nel 2013

La Montana  Army National Guard è una componente della Riserva militare della Montana  National Guard, inquadrata sotto la U.S. National Guard. Il suo quartier generale è situato presso Fort Harrison, nella città di Helena.

## Organizzazione
Attualmente, al 2024, sono attivi i seguenti reparti:

### Joint Forces Headquarters
- JFHQ, Army Element
- Medical Detachment
- Recruiting & Retention Battalion
- 83rd Civil Support Team (WMD) - Fort Harrison

### Training Center Headquarters
- Training Center, William Henry Harrison

### 95th Troop Command
- Headquarters & Headquarters Company - Fort Harrison
- 1st Battalion, 163rd Infantry Regiment (Combined Arms) - Sotto il controllo operativo della 116th Armored Brigade Combat Team, Idaho Army National Guard
  -  Headquarters & Headquarters Company (-) - Belgrade
  -  Company A (-) - Billings
    - Detachment 1 - Belgrade

  -  Company B (-) - Missoula
    - Detachment 1 - Kalispell

  -  Company C (Tank) - Great Falls
  -  Company I (-) (Forward Support), 145th Brigade Support Battalion - Fort Harrison
    - Detachment 1 - Livingston
- Aviation Support Facility #1 - Helena Regional Airport
- 1st Battalion, 189th Aviation Regiment (General Support) - Sotto il controllo operativo della Expeditionary Combat Aviation Brigade, 34th Infantry Division, Minnesota Army National Guard
  -  Headquarters & Headquarters Company (-)
  -  Company A (CAC)  - Equipaggiato con 8 UH-60A 
  - Company B (-) (Heavy Lift) - Nevada Army National Guard
    - Detachment 1, Company B - Equipaggiato con 6 CH-47D 

  - Company C (-) (MEDEVAC) - South Dakota Army National Guard
    - Detachment 1, Company C - Equipaggiato con 6 HH-60M 

  -  Company D (-) (AVUM)
  -  Company E (-) (Forward Support)
  - Company F (ATS) - Minnesota Army National Guard
  - Company G (-) (MEDEVAC) - Oregon Army National Guard
  - Detachment 1, Company A, 1st Battalion, 112th Aviation Regiment (Security & Support)  - Equipaggiato con 4 UH-72A 
  - Detachment 4, Company B (AVIM), 834th Aviation Support Battalion - Helena
  - Detachment 7, Company B, 2nd Battalion, 245th Aviation Regiment (Fixed Wing) - Equipaggiato con 1 C-12V 
  - Detachment 41, Operational Support Airlift Command

### 1889th Regional Support Group
- Headquarters & Headquarters Company - Butte
- 190th Combat Sustainment Support Battalion
  -  Headquarters & Headquarters Company - Billings
  -  260th Engineer Support Company (-) - Miles City
    - Detachment 1 - Culbertson
    - Detachment 2 - Billings

  -  484th Military Police Company (-) - Malta
    - Detachment 1 - Glasgow
    - Detachment 2 - Billings

  - 143rd Military Police Detachment (Law & Order) - Livingston
  -  1063rd Support Maintenance Company (-) - Billings
    - Detachment 1 - Dillon
- 495th Combat Sustainment Support Battalion
  -  Headquarters & Headquarters Company - Kalispell
  - 103rd Public Affairs Detachment - Fort Harrison
  -  631st Chemical Company (-) - Missoula
  -  639th Quartermaster Supply Company (-) - Havre
    - Detachment 1 - Libby
    - Detachment 2 - Kalispell

  - Detachment 2, 230th Engineer Company - Anaconda
  - 190th Chemical Reconnaissance Detachment, 19th Special Forces Group, Utah Army National Guard - Fort Harrison
  - 1049th Engineer Detachment Headquarters (Fire-Fighting) - Fort Harrison
    - 1050th Engineer Detachment (Fire-Fighting) - Fort Harrison
    - 1051th Engineer Detachment  (Fire-Fighting) - Fort Harrison
    - 1052nd Engineer Detachment (Fire-Fighting) - Fort Harrison

### 208th Regiment, Regional Training Institute
- 900th Quartermaster Platoon (Field Feeding)